# 库姆泽罗农村居民点
库姆泽罗农村居民点（俄语：Сельское поселение Кумзерское）是俄罗斯联邦沃洛格达州哈罗夫斯克区所属的一个农村居民点。其下辖有41个居民点，行政中心为库姆泽罗。据2015年统计，该农村居民点的人口为283人。